# Негрешти-Оаш
Негрешти-Оаш (рум. Negrești-Oaș; венг. Avasfelsőfalu Авашфельшёфалу) — город на северо-западе Румынии, в жудеце Сату-Маре.

## Географическое положение
Расположен к северо-востоку от административного центра жудеца, города Сату-Маре, недалеко от границы с Украиной.

## Этимология
Слово «негрешти» в названии города произошло от румынского слова «negru» (чёрный).

## Население
По данным на 2007 год население города составляет 15 057 человек; по данным последней переписи 2002 года оно насчитывало 13 871 человек. Этнический состав представлен румынами (95,12 %), венграми (3,98 %), цыганами (0,51 %) и другими национальностями. 96,04 % населения считают родным румынский язык и 3,68 % — венгерский язык.
Динамика численности населения:
| 1977   | 1992   | 2002   | 2011 |
| ------ | ------ | ------ | ---- |
| 12 387 | 16 648 | 13 871 | 9881 |